# Avaarse Mark

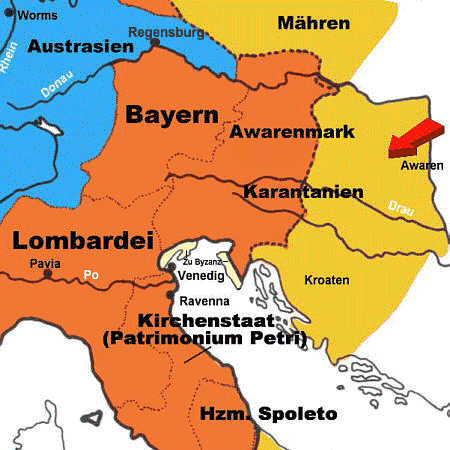
Kaart

De Avaarse Mark was een markgraafschap van de Franken ten oosten van Beieren tussen de Donau en de Drava. Het gebied van de Avaarse Mark komt overeen met de huidige provincies Neder-Oostenrijk, Burgenland en westelijk Hongarije rond de stad Györ, de rivier Rába en het Balatonmeer. De mark ontstond en werd groter in omvang door de succesvolle veldtocht tegen de Avaren van 791.
Het markgraafschap was bedoeld om de Frankische gebieden te beschermen tegen de aanvallen en plundertochten van de Avaren. In dit gebied waren er talrijke Slavische nederzettingen bestuurd door Avaarse krijgsheren; een minderheid der bevolking was Avaars, de elite namelijk. De Avaren leefden in goede verstandhouding met hun Beierse buren, van het eerste stamhertogdom (8e eeuw); er werd handel gedreven tussen beide volkeren. Toen Karel de Grote de Beierse hertog Tassilo III afzette (788), kwamen de bondgenoten van Tassilo III, de Avaren in opstand. Karel de Grote trok met zijn leger stroomafwaarts de Donau, tot in Sankt-Andrä, aan de rand van het Wienerwald. De Franken veroverden er de Avaarse burcht (791), wat het einde inluidde van de Avaarse invloed in Beieren. De Avaarse mark van de Franken werd groter na deze verovering en de daaropvolgende Frankische migraties. Zodoende was de Frankische oostgrens beschermd. Kortstondig moesten de Franken wel een autonoom gebiedje toelaten voor de bijeengedreven Avaarse elite, het zogenaamde Khaganaat van de Avaren (805-825). Naarmate de Frankische organisatie en de Frankische immigratie in het Donaugebied toenam, spraken de Franken over Pannonia. Dit verwijst naar de oude Romeinse provincie Pannonia.
De Frankische vorst Lodewijk de Duitser kreeg van zijn vader in 817 de Avaarse Mark, tezamen met de gebieden in Beieren van de afgezette Beierse hertog Tassilo III. In deze Beierse gebieden zat ook de Oostelijke mark, waarmee de Avaarse Mark meer dan alleen maar geografisch werd verbonden via de Donau. Het is niet duidelijk in hoever de Karolingers de Oostelijke mark van Beieren en de Avaarse mark nog als afzonderlijke gebieden zagen.
Na het Verdrag van Verdun in 843 werd de naam Avaarse Mark nauwelijks tot niet meer gebruikt. De Avaarse mark ging hiermee officieel op in de Oostelijk Mark, waar later Oostenrijk uit is ontstaan.